# Llac Jordan
El llac Jordan és un embassament situat a la vall de New Hope, a l'oest de Cary i al sud de Durham, al comtat de Chatham, Carolina del Nord, als Estats Units; l'extrem més septentrional del llac s'estén al sud-oest del comtat de Durham.
Forma part de l’àrea recreativa estatal de Jordan Lake (Jordan Lake State Recreation Area). L'embassament cobreix 5.940 ha amb una línia de costa de 290 km al nivell d’aigua estàndard de 66 m sobre el nivell del mar. Va ser desenvolupat com a part d’un projecte de control d'inundacions provocat per una tempesta tropical especialment perjudicial que va afectar la regió aigües avall el setembre de 1945. Construïda a un cost original de 146.300.000 dòlars, és propietat i dirigit pel Cos d'Enginyers de l'Exèrcit dels Estats Units, que va embassar i va inundar el riu Haw i el riu New Hope entre 1973 i 1983.
La presa del llac Jordan (també coneguda com el Projecte B. Everett Jordan i la presa de New Hope) es troba a 6 km amunt de la desembocadura del riu Haw a la conca de drenatge del riu Cape Fear. Completada el 1974 per la Companyia Nello L. Teer, té una longitud de 405 m i una elevació superior de 81 m sobre el nivell mitjà del mar.
Durant la construcció de l'embassament, gran part de la zona va canviar permanentment. El ferrocarril de Durham i Carolina del Sud va ser traslladat de la conca de New Hope a terrenys més elevats, però les seves estacions no es van reconstruir i la línia va ser abandonada aviat. Moltes famílies de grangers van ser traslladades a mesura que es va desenvolupar el projecte i diverses carreteres a l'est del comtat de Chatham van ser redirigides o retirades completament de la seva comissió. Algunes de les carreteres mai van ser enderrocades, sinó que es van deixar inundar.
El fet que l'hàbitat del pigarg americà es posés en perill per les escombraries submergides per la creació del llac va estimular els esforços dels voluntaris per netejar el litoral i altres zones sensibles.